# Kragenäs naturreservat
Kragenäs är en gård och ett naturreservat samt Natura 2000-område i Tanums socken i Tanums kommun i Bohuslän.
Kragenäs gård ligger vid havsviken Galtölerans långgrunda stränder. Området omges i övrigt av tallbevuxna bergknallar och lummiga ek- och bokskogar. Vikens betade strandängar och leriga stränder är en populär rastplats för flyttande vadarfåglar, gäss och änder. Vintertid jagar ofta havsörnen här. I ett ekbestånd med gamla lindar och askar öster om viken förekommer ett flertal ovanliga svampar och lavar, bland annat oxtungsvamp, räfflad navelskivling, blekticka och gammeleklav.